# 鼓點
鼓點是指利用鼓組和其他敲擊樂器演奏的節奏樂句，或重複節奏，以此來建立節拍和Groove。因此，在多個音樂節拍上，這些“節拍”的出現而且形成的多個鼓聲，術語稱為“鼓點”。“鼓點”也可以單單指鼓聲。許多鼓點會被定義為特定音樂流派的特徵。
許多基本的鼓點通過交替的大鼓（在正拍上）和小鼓（在反拍上）的擊打上建立拍子，同時在疊音鈸或腳踏鈸上建立分割拍：

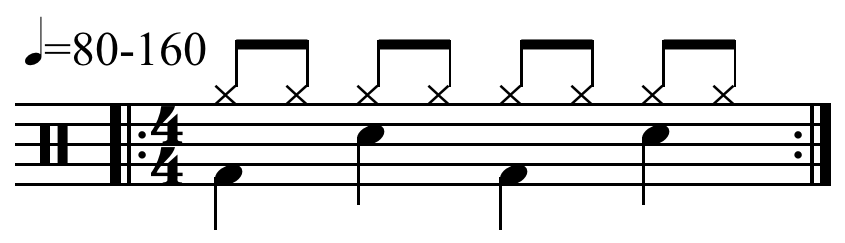
單四拍子鼓點, "Straight blues/Rock groove":每兩個拍子分為兩部分 or

這在（四）二拍子內建立四分音符為一拍：每個小節由（兩組）兩個四分音符拍子形成，每個拍子分成兩個八分音符。

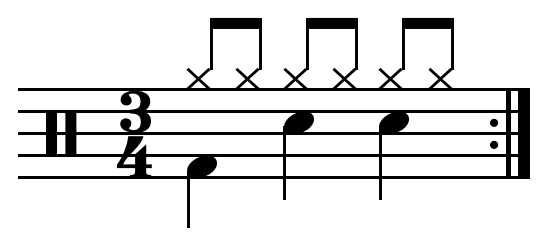
單三拍子鼓點: 每三個拍子分為兩部分。

這在三拍子內建立四分音符為一拍：每個小節由三個四分音符拍子形成，每個拍子分成兩個八分音符。

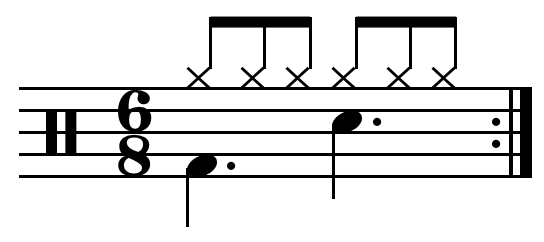
複四拍子鼓點: 每兩個拍子分為三部分。.

這在二拍子內建立附點四分音符為一拍：每個小節由二個附點四分音符拍子形成，每個拍子分成兩個八分音符。

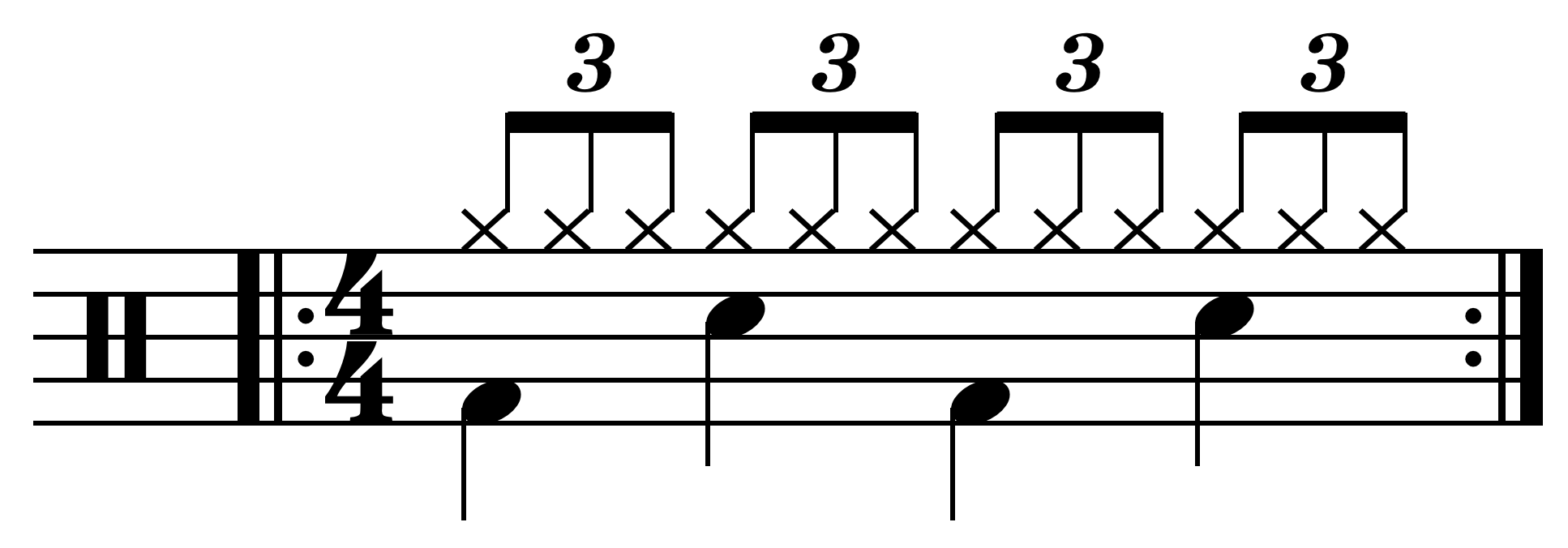
單四拍子鼓點但配合三連音:每兩個拍子分為三部分。

複三拍子可相當於用單二拍子，以三連音為每一個節拍。

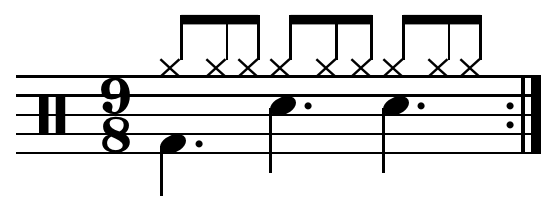
複 三拍子鼓點:每三個拍子分為三部分。

這在三拍子內建立附點四分音符為一拍：每個小節由三個附點四分音符拍子形成，每個拍子分成三個八分音符。
在鼓點的常規節奏之間加入“ 襯音 ”，表示樂句的結尾：

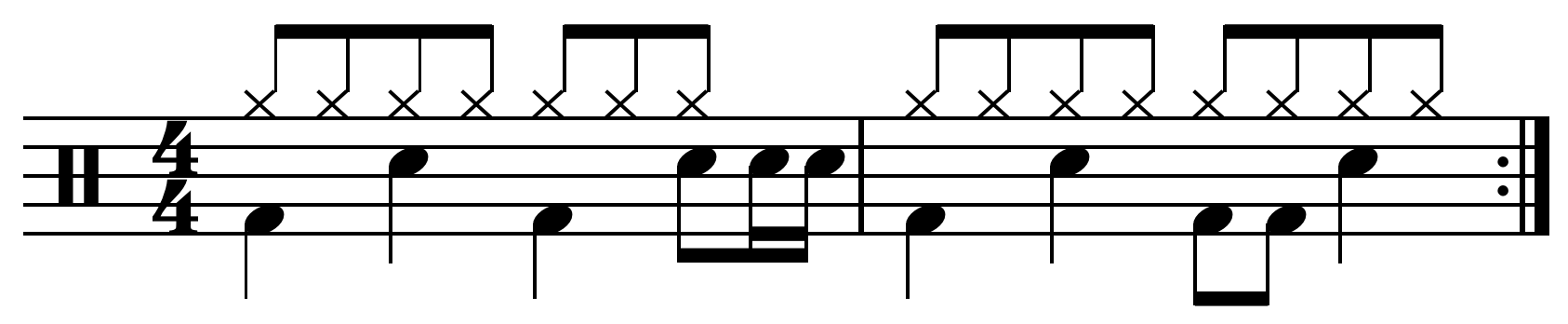
搖滾/流行Groove在鼓組中的十六分音符襯音。

由於一個樂句是有多個小節長度，因此表示樂句的結尾的“ 襯音 ”，在一系列重複樂句後出現。
在雙倍時值和減半時值的鼓點中，拍子和疊音分別加倍或減半，是正常時值的兩倍或一半：

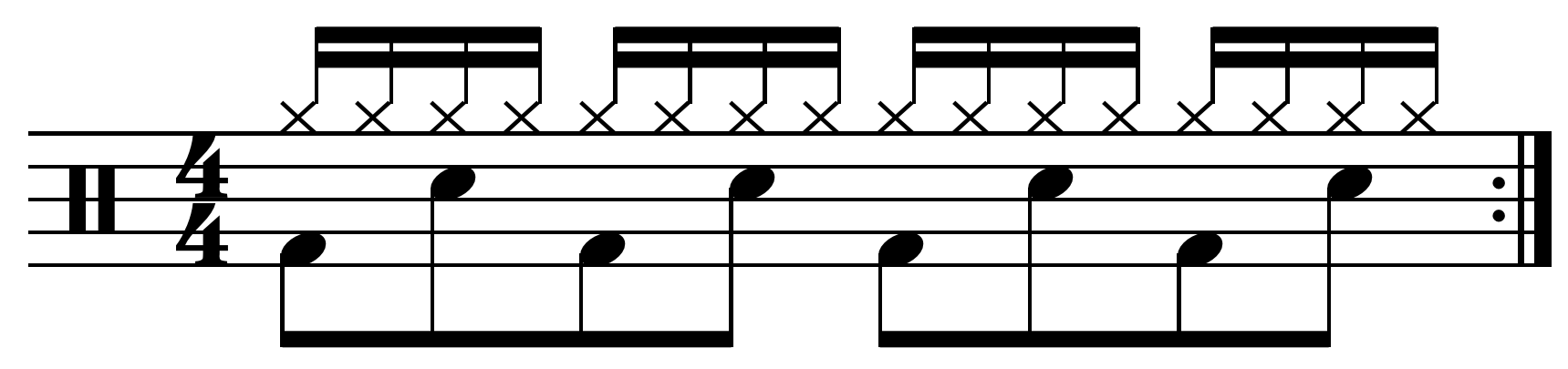
雙倍時值: 小鼓置在反拍，而腳踏鈸開始細分十六分音符。 此外，八分音符'聽起來像'四分音符中的兩個短音符。

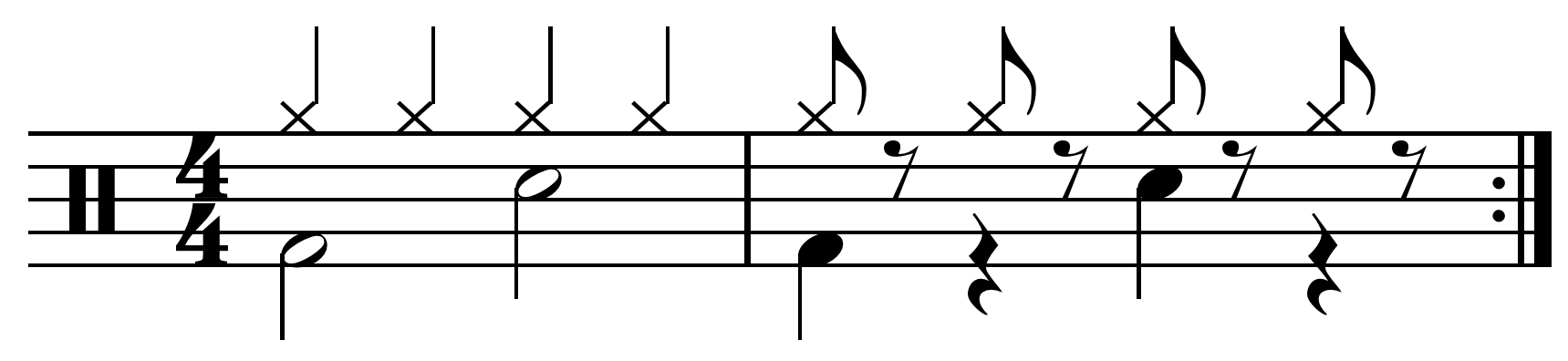
減半時值: 小鼓置在第一個和第二個節拍3（節拍3和7）而腳踏鈸只在四分音符處敲擊。 此外，四分音符聽起來像一個長的八分音符。

"Blast beat"鼓點指所有功能鼓的八分音符細分，或由十六分音符過渡一個或多個鼓點的變化：

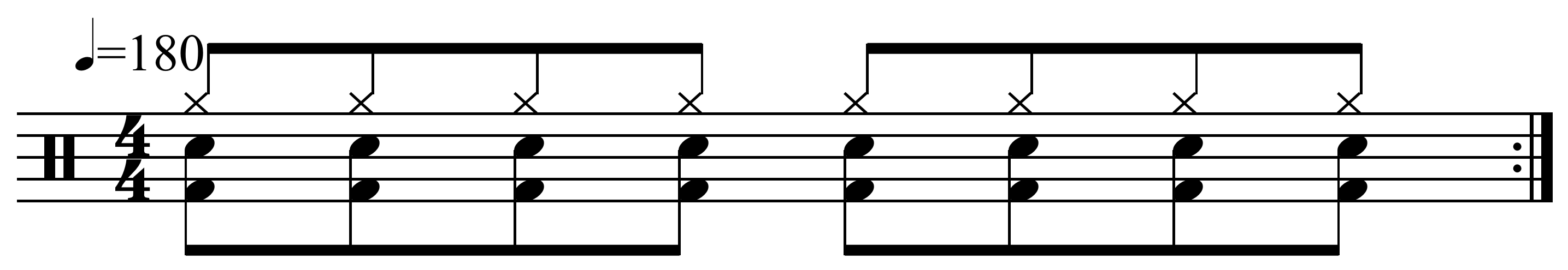
"Blast beat"鼓點.

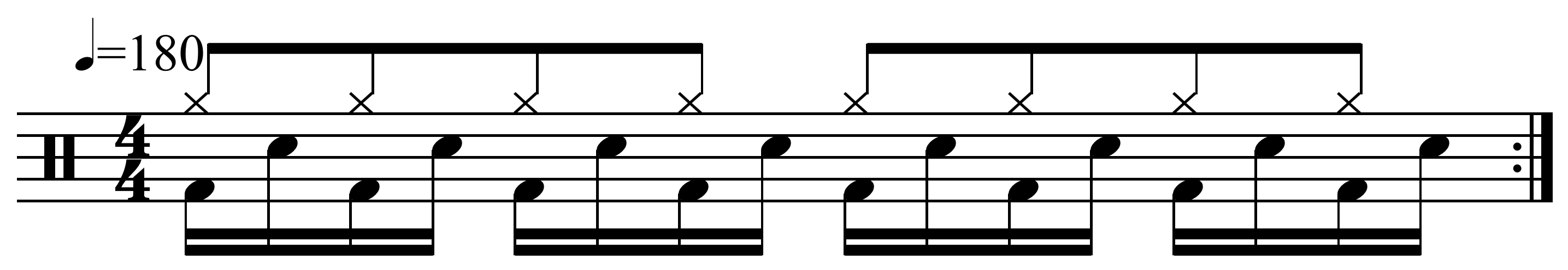
"Blast beat"鼓點.

這類似於雙倍時值（低音小鼓模式鼓點）和原始時值（疊音鈸樂句）的組合。

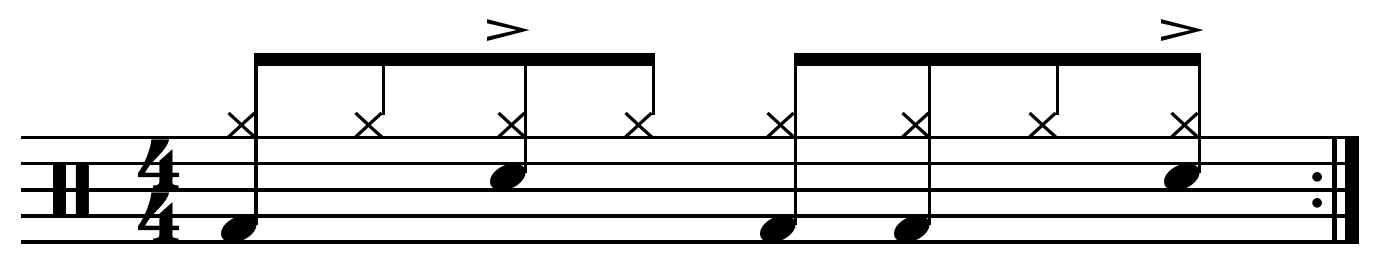
延遲反拍節奏（每個小節中的最後八分音符），在放克音樂出現

儘管演奏指引有所不同，但是發聲隔距沒有差異，並且該鼓點與第一個單二拍子鼓點幾乎相同，除了第二個正拍被分成兩個八分音符而第二個反拍被延遲一個八分音符。
以馬的慢跑命名的Gallop，常見於重金屬。這是基於一個八分音符的大鼓鼓點，緊接著是二個十六分音符。

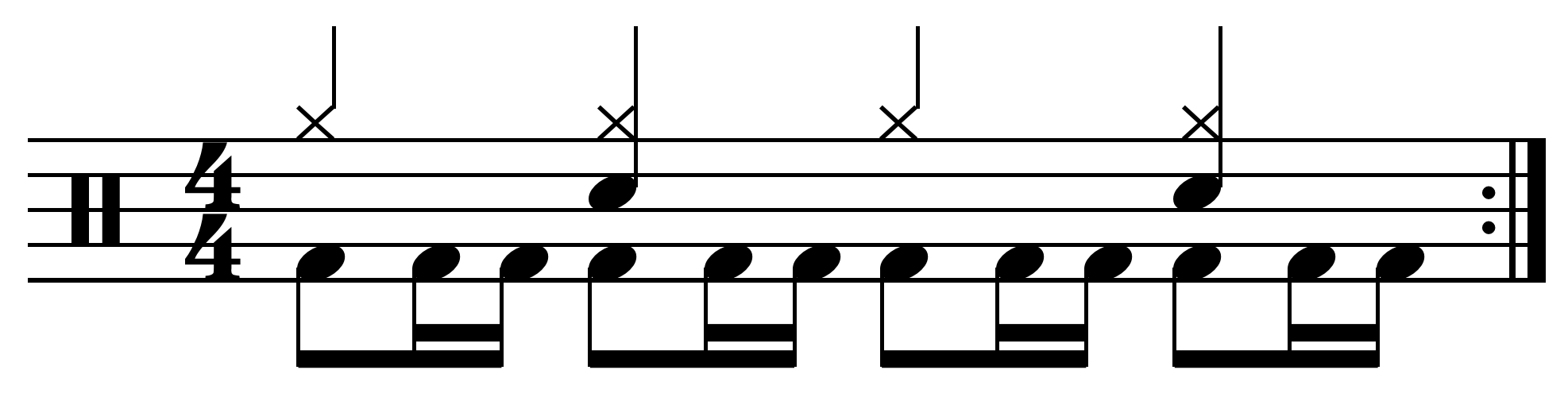
重金屬快gallop鼓點